# 山內一豐
山內一豐（日语：／ Yamauchi Kazutoyo，1545年—1605年11月1日）是日本戰國時代、安土桃山時代和江戶時代初期的武將，第一代土佐藩藩主。通稱伊又衛門或豬右衛門。父親是岩倉織田氏家臣山內盛豐。母親是尾原氏之女法秀尼。正室是見性院（山內千代）。

## 生涯
出生於尾張國（今愛知縣)，為岩倉織田氏家臣山內盛豐之子。1557年及1559年，父親和兄長相繼戰死以後成為浪人。在一段時間內成為了山岡景隆及前野長康的部下。於1568年成為了木下秀吉（日後的豐臣秀吉）的郎黨。1573年，因姉川之戰的軍功而被分封於近江國的四百石（同期同僚的淺野長政、堀尾吉晴、中村一氏僅一百石）。四年後，分封播磨國的兩千石。
織田信長死後，成為了豐臣秀次的附屬家老，於1585年被分封於近江國長濱城的兩萬石，之後被分封於遠江國的掛川城五萬石。
豐臣秀吉死後，跟隨德川家康參與對上杉景勝的討伐。
關原之戰前夕的小山評定中，一豐主動提供掛川城給家康，不只影響了其他尚未決定加入東西軍的眾將，更贏得了家康的歡心，戰後分封於土佐國二十萬石，完全接收長宗我部家的舊領。在重新檢地後，1605年向幕府上報石高，從長宗我部元親時期的九萬八千石提升為二十四萬石。
後來長宗我部家的舊部對山內家的統治有所不滿，引發種崎濱屠殺，並築新城高知城，一直沿用到幕末。一豐於1605年病死在高知城，由弟弟康豐之子山內忠義繼任。
1919年（大正8年）11月15日，贈從三位。
法號「大通院殿心峰崇傳」，墓地位於高知縣高知市山內家墓所。

## 逸聞
山內一豐之妻千代留有「賢內助」的逸話：傳說當一豐還是下級武士時，曾看上一匹駿馬但無錢購買，千代得知後竟私下典當嫁妝為一豐購得此馬，日後一豐也正因騎乘此馬參加戰鬥的武勇得到主公織田信長賞識（另一說稱一豐乘此馬在信長家臣間的賽馬中勝出），其功名即起始於此。
一豐夫妻間的感情極為堅貞，雖然其妻千代終生未能為一豐產下嗣子（倆人育有一女，但死於地震），但一豐終其一生未納側室，這在日本戰國武將中是相當難得的。

## 參看
- 功名十字路

## 外部連結
- NHK大河劇功名が辻 （页面存档备份，存于）
- 江戸東京博物館──大河ドラマ 『功名が辻』 特別展 『山內一豊とその妻』 （页面存档备份，存于）
- 山内一豐的一生 （页面存档备份，存于）

1. ↑   大河劇 <功名十字路> 第一集